# Franciszek Więckiewicz
Franciszek Więckiewicz (ur. 16 lutego 1878, zm. 10 kwietnia 1960) – duchowny ewangelicznych chrześcijan, w latach 1949–1950 prezes Zjednoczonego Kościoła Ewangelicznego.

## Życiorys
W latach 1909–1915 był przełożonym zboru ewangelicznych chrześcijan w Kowlu. W 1927 został prezesem Związku Słowiańskich Zborów Ewangelicznych Chrześcijan. Po śmierci Ludwika Szenderowskiego sen. w 1933 przejął po nim funkcję kapelana w Wojsku Polskim z ramienia Związku. W 1947 był prezesem Związku Ewangelicznych Chrześcijan. W latach 1949–1950 zajmował stanowiska prezesa Zjednoczonego Kościoła Ewangelicznego. W 1950 został uwięziony przez Urząd Bezpieczeństwa na 4 miesiące w ramach aresztowań duchownych i działaczy Zjednoczonego Kościoła Ewangelicznego. Następnie pełnił funkcję wiceprezesa ZKE. Pochowano go na cmentarzu ewangelicko-reformowanym w Warszawie (kwatera 5-1-3).